# Nannobisium
Genre
Synonymes
- Vescichitra Hoff, 1964

Nannobisium est un genre de pseudoscorpions de la famille des Syarinidae.

## Distribution
Les espèces de ce genre se rencontrent en Amérique et en Afrique de l'Ouest.

## Liste des espèces
Selon Pseudoscorpions of the World (version 3.0) :
- Nannobisium beieri Mahnert, 1979
- Nannobisium liberiense Beier, 1931
- Nannobisium mollis (Hoff, 1964)

## Publication originale
- Beier, 1931 : Neue Pseudoscorpione der U. O. Neobisiinea. Mitteilung aus dem Zoologischen Museum in Berlin, vol. 17, p. 299-318.